# カリナ・スター
カリナ・スター（Carina Star）は、韓国の南星海運（Namsung Shipping、ナムスン・シッピング）が運航しているコンテナ船。2009年に護衛艦「くらま」と衝突事故を起こした。

## 事故概要
ヴィクトリー・スター級の2番船として、1998年10月10日、韓国のSLS造船で竣工し、釜山～阪神間に就航していた。
2009年10月27日、釜山から大阪に向かって関門海峡を航行中、追い越そうとした前方の貨物船「クイーン・オーキッド（Queen Orchid）」に接近し過ぎて衝突しそうになり、急に左側に舵を切ったため、午後7時56分頃、関門橋付近で対向してきた「くらま」と衝突した。
この事故で双方に火災が発生し、本船はコンテナ内の積荷から出火したが約40分後に消し止められた。
「くらま」は艦首部が大破し乗員6名が軽傷、本船は右舷船首部付近が大破し積荷のコンテナが複数損壊したものの、乗員に負傷者は無かった。
その後、下関港で積荷の一部を降ろし、海上保安庁の事情聴取を受けた後、韓国へ戻った。